# العلاقات الأرجنتينية الإيطالية
العلاقات الأرجنتينية الإيطالية هي العلاقات الثنائية التي تجمع بين الأرجنتين وإيطاليا.

## مقارنة بين البلدين
هذه مقارنة عامة ومرجعية للدولتين:
| وجه المقارنة                                              | الأرجنتين                                               | إيطاليا                                                  |
| --------------------------------------------------------- | ------------------------------------------------------- | -------------------------------------------------------- |
| المساحة (كم2)                                             | 2.78 مليون                                              | 301.34 ألف                                               |
| عدد السكان (نسمة)                                         | 44.27 مليون                                             | 60.60 مليون                                              |
| الكثافة السكانية (ن./كم²)                                 | 15.92                                                   | 201.1                                                    |
| العاصمة                                                   | بوينس آيرس                                              | روما، فلورنسا، تورينو                                    |
| اللغة الرسمية                                             | اللغة الإسبانية                                         | اللغة الإيطالية                                          |
| العملة                                                    | البيزو الأرجنتيني 1983 ‏، بيزو أرجنتيني، أسترال أرجنتيني | يورو، ليرة إيطالية                                       |
| الناتج المحلي الإجمالي (بليون دولار)                      | 637.59 مليار                                            | 1.93 تريليون                                             |
| الناتج المحلي الإجمالي (تعادل القوة الشرائية) بليون دولار | 883.02 مليار                                            | 2.26 تريليون                                             |
| الناتج المحلي الإجمالي الاسمي للفرد دولار أمريكي          | 13.43 ألف                                               | 29.96 ألف                                                |
| الناتج المحلي الإجمالي للفرد دولار أمريكي                 |                                                         | 35.46 ألف                                                |
| مؤشر التنمية البشرية                                      | 0.827                                                   | 0.873                                                    |
| رمز المكالمات الدولي                                      | +54                                                     | +39                                                      |
| رمز الإنترنت                                              | .ar                                                     | .it                                                      |
| المنطقة الزمنية                                           | 00                                                      | توقيت وسط أوروبا، ت ع م+01:00، ت ع م+02:00، أوروبا/روما ‏ |

## مدن متوأمة
في ما يلي قائمة باتفاقيات التوأمة بين مدن أرجنتينية وإيطالية:
- ترتبط لابلاتا مع أنغياري باتفاقية توأمة.
- ترتبط كويلمس مع سان ماورو كاستلفيردي باتفاقية توأمة.
- ترتبط Marcos Juárez [الإنجليزية]‏ مع Genola, Piedmont [الإنجليزية]‏ باتفاقية توأمة.
- ترتبط سان فرانسيسكو، قرطبة مع بينيرولو باتفاقية توأمة.
- ترتبط رافاييلا مع فوسانو باتفاقية توأمة.
- ترتبط سان مارتن مع بوردينوني باتفاقية توأمة.
- ترتبط Humberto Primo [الإنجليزية]‏ مع فاولي باتفاقية توأمة.
- ترتبط María Juana [الإنجليزية]‏ مع بورياسكو باتفاقية توأمة.
- ترتبط فيلا مرسيدس مع Montesano sulla Marcellana [الإنجليزية]‏ باتفاقية توأمة.
- ترتبط بويرتو مادرين مع Paola, Calabria [الإنجليزية]‏ باتفاقية توأمة.
- ترتبط بوساداس، ميسيونيس مع رافينا باتفاقية توأمة.
- ترتبط بونتا ألتا مع برشلونة بوتسو دي غوتو باتفاقية توأمة.
- ترتبط ريسيستينسيا مع أوديني باتفاقية توأمة.
- ترتبط بوينس آيرس مع ميلانو باتفاقية توأمة منذ 19 مايو 1994.
- ترتبط Las Rosas, Santa Fe [الإنجليزية]‏ مع Matelica [الإنجليزية]‏ باتفاقية توأمة.
- ترتبط تشيفيلكوي مع بوجلياسكو باتفاقية توأمة.
- ترتبط San Guillermo  [لغات أخرى]‏ مع كوميانا باتفاقية توأمة.
- ترتبط أفيانيدا مع Terranova da Sibari [الإنجليزية]‏ باتفاقية توأمة.
- ترتبط تشاكابوكو، بوينس آيرس [الإنجليزية]‏ مع لاغونيغرو باتفاقية توأمة.
- ترتبط Belén, Catamarca [الإنجليزية]‏ مع أفيتسانو باتفاقية توأمة.
- ترتبط باهيا بلانكا مع فيرمو باتفاقية توأمة.
- ترتبط قرطبة مع تورينو باتفاقية توأمة.
- ترتبط سان ميغيل دي توكومان مع فلوريديا باتفاقية توأمة منذ 1993.
- ترتبط فيلا كارلوس باز مع بيسكيرا دل غاردا باتفاقية توأمة.
- ترتبط San Marcos Sud  [لغات أخرى]‏ مع بوسكا بيدمونت باتفاقية توأمة.
- ترتبط مار دل بلاتا مع إسكيا باتفاقية توأمة.
- ترتبط جيوليجياشو مع ريدجو كالابريا باتفاقية توأمة.
- ترتبط فريرة  [لغات أخرى]‏ مع باردجي (بيدمونت) باتفاقية توأمة.
- ترتبط سونتشاليز مع ريفارولو كانافيزي باتفاقية توأمة.
- ترتبط نيوكوين مع تريفيزو باتفاقية توأمة.
- ترتبط سانتا في مع روسوليني باتفاقية توأمة منذ 14 أغسطس 2003.[14][14][14][14]
- ترتبط El Trébol [الإنجليزية]‏ مع فيلافرانكا بيومنتي باتفاقية توأمة.
- ترتبط Ataliva [الإنجليزية]‏ مع بانكالييري باتفاقية توأمة.
- ترتبط روساريو مع تورينو باتفاقية توأمة منذ 2011.[15][16][15][16]
- ترتبط لا ريوخا مع بيرغامو باتفاقية توأمة.
- ترتبط Cruz Alta  [لغات أخرى]‏ مع بوسكا بيدمونت باتفاقية توأمة.
- ترتبط بالكارسي مع كاستليوني ميسر مارينو باتفاقية توأمة.
- ترتبط Luque  [لغات أخرى]‏ مع فينوفو باتفاقية توأمة.
- ترتبط أوشوايا مع أوفندولي باتفاقية توأمة.
- ترتبط مندوزا مع بيرغامو باتفاقية توأمة.
- ترتبط سان نيكولاس دي لوس آرويوس مع Campomorone [الإنجليزية]‏ باتفاقية توأمة.
- ترتبط Villa del Rosario, Córdoba [الإنجليزية]‏ مع سترامبينو باتفاقية توأمة.
- ترتبط ريو ترسيرو مع كارماجنولا باتفاقية توأمة.
- ترتبط باريلوتشي مع لاكويلا باتفاقية توأمة.
- ترتبط بيرازاتيغي مع لانتشانو باتفاقية توأمة.
- ترتبط Brinkmann, Córdoba [الإنجليزية]‏ مع جيافينو باتفاقية توأمة.
- ترتبط بيل فيل مع بريشيراسيو باتفاقية توأمة.
- ترتبط Vicente López Partido [الإنجليزية]‏ مع تشنتو باتفاقية توأمة.
- ترتبط Santa María, Catamarca [الإنجليزية]‏ مع أفيتسانو باتفاقية توأمة.

## منظمات دولية مشتركة
يشترك البلدان في عضوية مجموعة من المنظمات الدولية، منها:
| علم المنظمة | اسم المنظمة                               | تاريخ انضمام الأرجنتين | تاريخ انضمام إيطاليا |
| ----------- | ----------------------------------------- | ---------------------- | -------------------- |
|             | البنك الإفريقي للتنمية                    | ?                      | ?                    |
|             | المنظمة الهيدروغرافية الدولية             | ?                      | ?                    |
|             | مجموعة العشرين                            | ?                      | ?                    |
|             | منظمة الشرطة الجنائية الدولية             | ?                      | ?                    |
|             | الاتحاد البريدي العالمي                   | ?                      | ?                    |
|             | منظمة التجارة العالمية                    | ?                      | 1995                 |
|             | الفريق المعني برصد الأرض                  | ?                      | ?                    |
|             | مجموعة الموردين النوويين                  | ?                      | ?                    |
|             | مؤسسة التنمية الدولية                     | 3 أغسطس 1962           | 24 سبتمبر 1960       |
|             | مؤسسة التمويل الدولية                     | 13 أكتوبر 1959         | 27 ديسمبر 1956       |
|             | منظمة حظر الأسلحة الكيميائية              | ?                      | ?                    |
|             | الأمم المتحدة                             | 24 أكتوبر 1945         | 14 ديسمبر 1955       |
|             | الاتحاد الدولي للاتصالات                  | 1889                   | 1866                 |
|             | البنك الدولي للإنشاء والتعمير             | 20 سبتمبر 1956         | 27 مارس 1947         |
|             | مجموعة أستراليا                           | 1993                   | 1985                 |
|             | المركز الدولي لتسوية المنازعات الاستشارية | 18 نوفمبر 1994         | 28 أبريل 1971        |
|             | وكالة ضمان الاستثمار متعدد الأطراف        | 11 فبراير 1992         | 29 أبريل 1988        |
|             | نظام تحكم تكنولوجيا القذائف               | 1993                   | 1987                 |
|             | يونسكو                                    | 15 سبتمبر 1948         | ?                    |

## أعلام
هذه قائمة لبعض الشخصيات التي تربطها علاقات بالبلدين:
- ألفريدو دي ستيفانو (لاعب كرة قدم أرجنتيني، 4 يوليو 1926[25][26][27] – 7 يوليو 2014[25][26][27])
- أنخيل دي ماريا (لاعب كرة قدم أرجنتيني، 14 فبراير 1988[28] – )
- البابا فرنسيس (بابا الكنيسة الكاثوليكية بالترتيب السادس والستون بعد المائتين، 17 ديسمبر 1936[29][30] – )
- باولو ديبالا (لاعب كرة قدم أرجنتيني، 15 نوفمبر 1993[31] – )
- خافيير زانيتي (لاعب كرة قدم أرجنتيني، 10 أغسطس 1973[32] – )
- خافيير ماسكيرانو (لاعب كرة قدم أرجنتيني، 8 يونيو 1984[33] – )
- خوان بيرون (رئيس سابق للأرجنتين في فترتين منفصلتين، 8 أكتوبر 1895[34][35][36] – 1 يوليو 1974[34][35][36])
- خوان مانويل فانجيو (24 يونيو 1911[37][38][39] – 17 يوليو 1995[37][38][39])
- دييغو مارادونا (لاعب كرة قدم أرجنتيني سابق، 30 أكتوبر 1960[40] – )
- غابرييل باتيستوتا (لاعب كرة قدم أرجنتيني، 1 فبراير 1969[41][42] – )
- فرناندو غاغو (لاعب كرة قدم أرجنتيني، 10 أبريل 1986[43] – )
- ليونيل ميسي (لاعب كرة قدم أرجنتيني، 24 يونيو 1987 – )
- ماريو مونتي (19 مارس 1943[44] – )
- ماكسي رودريغيز (لاعب كرة قدم أرجنتيني، 2 يناير 1981[45] – )
- ماوريسيو ماكري (8 فبراير 1959[46] – )

## معرض صور

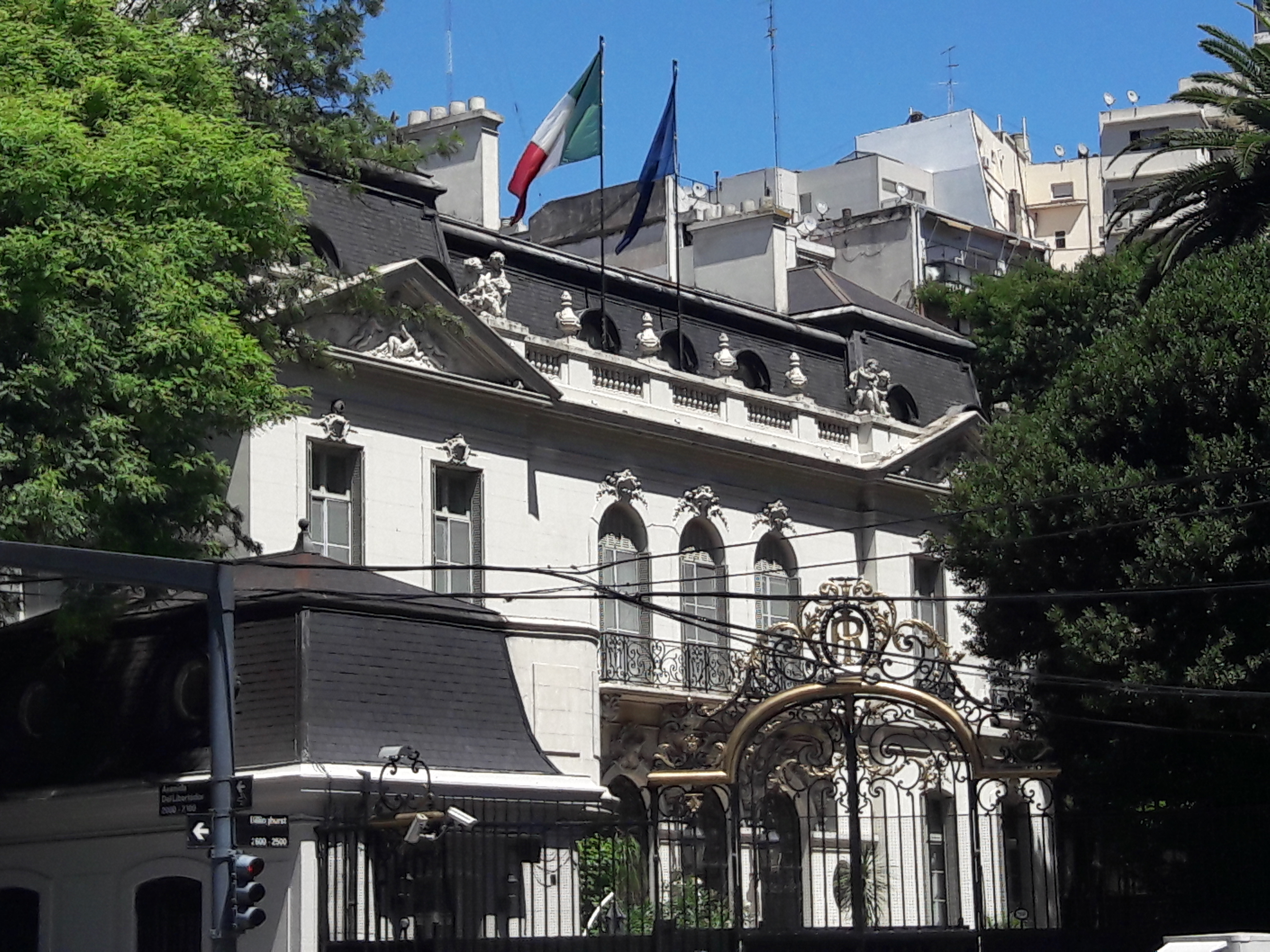
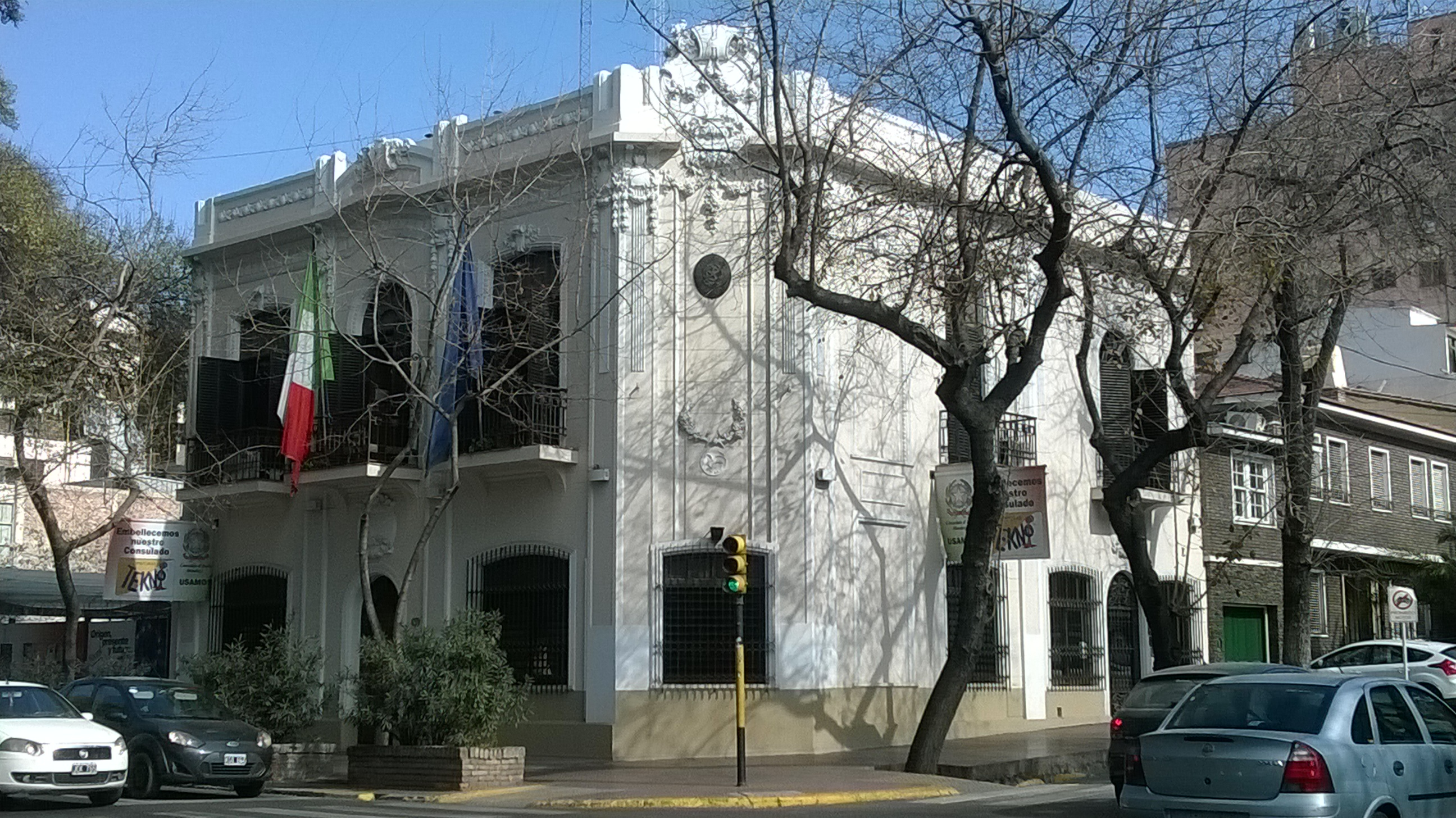
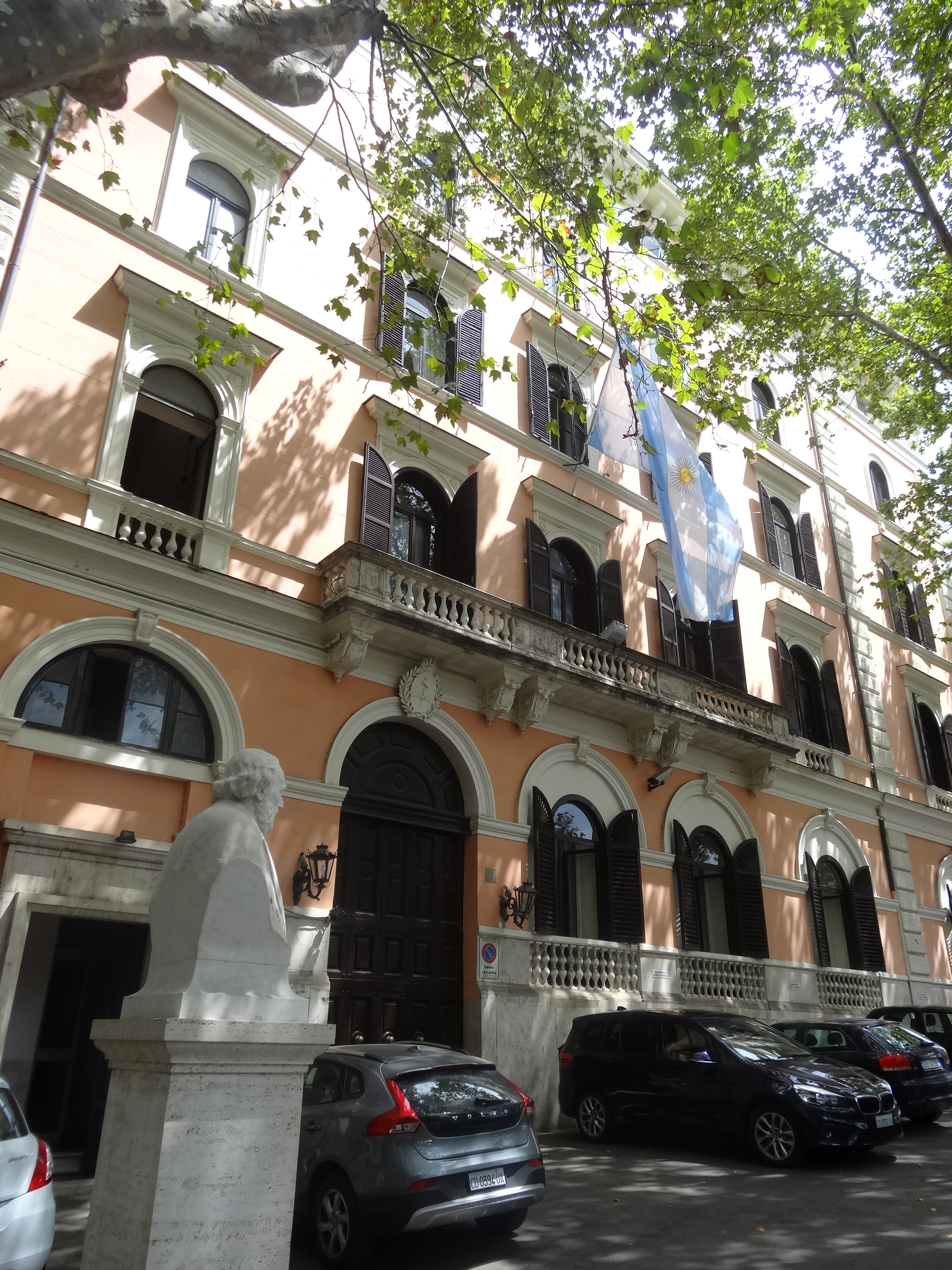
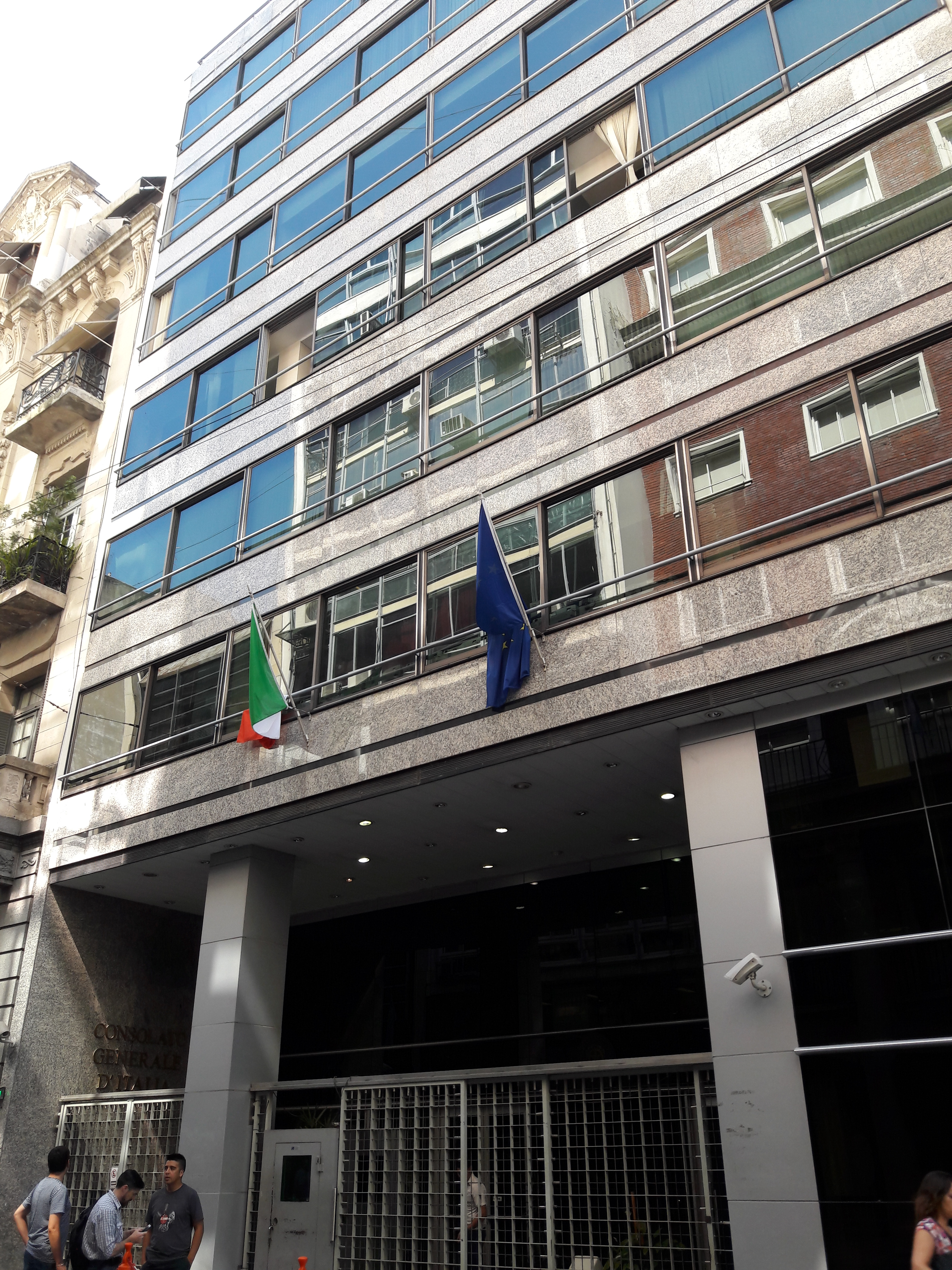

## وصلات خارجية
- موقع وزارة الخارجية الأرجنتينية
- موقع وزارة الخارجية الإيطالية